# Podnoszenie ciężarów na Letnich Igrzyskach Olimpijskich 1988 – waga kogucia mężczyzn
Rywalizacja w wadze do 56 kg mężczyzn w podnoszeniu ciężarów na Letnich Igrzyskach Olimpijskich 1988 odbyła się 19 września 1988 roku w hali Ol-lim-pik Gong-won. W rywalizacji wystartowało 23 zawodników z 17 krajów. Tytułu sprzed czterech lat nie obronił Chińczyk Wu Shude, który tym razem nie startował. Nowym mistrzem olimpijskim został Oksen Mirzojan z ZSRR, srebrny medal wywalczył Chińczyk He Yingqiang, a trzecie miejsce zajął jego rodak - Liu Shoubin.

## Wyniki
| Pozycja | Zawodnik            | Reprezentacja    | Waga  | Rwanie | Rwanie | Rwanie | Podrzut | Podrzut | Podrzut | Wynik |
| Pozycja | Zawodnik            | Reprezentacja    | Waga  | 1      | 2      | 3      | 1       | 2       | 3       | Wynik |
| ------- | ------------------- | ---------------- | ----- | ------ | ------ | ------ | ------- | ------- | ------- | ----- |
| 1. !    | Oksen Mirzojan      | ZSRR             | 55,75 | 122,5  | 127,5  | 130,0  | 160,0   | 165,0   | 172,5   | 292,5 |
| 2. !    | He Yingqiang        | Chiny            | 55,65 | 125,0  | 130,0  | 130,0  | 150,0   | 162,5   | 167,5   | 287,5 |
| 3. !    | Liu Shoubin         | Chiny            | 55,35 | 127,5  | 127,5  | 127,5  | 140,0   | 150,0   | 150,0   | 267,5 |
| 4       | Dirdja Wihardja     | Indonezja        | 55,80 | 107,5  | 112,5  | 112,5  | 137,5   | 142,5   | 147,5   | 255,0 |
| 5       | Takashi Ichiba      | Japonia          | 55,75 | 107,5  | 112,5  | 112,5  | 137,5   | 142,5   | 145,0   | 252,5 |
| 6       | Kim Gwi-sik         | Korea Południowa | 55,80 | 110,0  | 115,0  | 115,0  | 142,5   | 147,5   | 147,5   | 252,5 |
| 7       | Joaquin Valle       | Hiszpania        | 55,90 | 107,5  | 112,5  | 115,0  | 135,0   | 140,0   | 140,0   | 247,5 |
| 8       | Giovanni Scarantino | Włochy           | 55,40 | 110,0  | 115,0  | 115,0  | 135,0   | 142,5   | 142,5   | 245,0 |
| 9       | Pascal Arnou        | Francja          | 55,80 | 100,0  | 105,0  | 107,5  | 135,0   | 140,0   | 142,5   | 245,0 |
| 10      | Azzedine Basbas     | Algieria         | 55,95 | 102,5  | 102,5  | 107,5  | 130,0   | 137,5   | 140,0   | 245,0 |
| 11      | José Zurera         | Hiszpania        | 55,15 | 105,0  | 110,0  | 112,5  | 127,5   | 132,5   | 132,5   | 242,5 |
| 12      | Arvo Ojalehto       | Finlandia        | 55,40 | 105,0  | 105,0  | 110,0  | 137,5   | 137,5   | 142,5   | 242,5 |
| 13      | Samuel Alegada      | Filipiny         | 56,00 | 107,5  | 107,5  | 112,5  | 135,0   | 140,0   | 140,0   | 242,5 |
| 14      | Toru Hara           | Japonia          | 55,55 | 105,0  | 110,0  | 110,0  | 135,0   | 142,5   | 142,5   | 240,0 |
| 15      | Liao Hsing-chou     | Chińskie Tajpej  | 55,80 | 105,0  | 105,0  | 105,0  | 135,0   | 142,5   | 142,5   | 240,0 |
| 16      | Laurent Fombertasse | Francja          | 55,70 | 100,0  | 100,0  | 105,0  | 132,5   | 137,5   | 137,5   | 237,5 |
| 17      | Oscar Penagos       | Kolumbia         | 55,85 | 100,0  | 105,0  | 110,0  | 127,5   | 132,5   | 135,0   | 237,5 |
| 18      | Yon Haryono         | Indonezja        | 55,85 | 100,0  | 100,0  | 100,0  | 132,5   | 137,5   | 140,0   | 237,5 |
| 19      | José Díaz           | Panama           | 55,70 | 95,0   | 100,0  | 100,0  | 125,0   | 130,0   | 130,0   | 220,0 |
| 20      | Edwin Mata          | Ekwador          | 55,95 | 92,5   | 97,5   | 97,5   | 125,0   | 130,0   | 130,0   | 217,5 |
| —       | Cristian Rivera     | Dominikana       | 55,40 | 105,0  | 105,0  | 107,5  | —       | —       | —       | —     |
| —       | Tsai Wen-yee        | Chińskie Tajpej  | 55,95 | 122,5  | 122,5  | 122,5  | —       | —       | —       | —     |
| —       | Mitko Grablew       | Bułgaria         | 55,85 | 122,5  | 127,5  | 130,0  | 162,5   | 167,5   | 172,5   | DSQ   |